# Clássico dos Ingleses
Rio Cricket vs. Paissandu ou Clássico dos Ingleses é uma rivalidade multiesportiva que envolve os clubes das colônias inglesas de Niterói e Rio de Janeiro, o Rio Cricket e Associação Atlética e o Paissandu Atlético Clube.

## Origens
A rivalidade entre os clubes remete à origem em comum de ambos, que vem da fundação do Rio Cricket Club, no bairro Botafogo, em 15 de Agosto de 1872. Tanto o Rio Cricket e Associação Atlética quanto o Paissandu Atlético Clube se consideram descendentes diretos do Rio Cricket Club, mantendo inclusive a mesma data de fundação em seus estatutos.
A maioria das evidências, porém, indicam que o Rio Cricket Club original é o atual Paissandu, sendo o Rio Cricket e Associação Atlética fundado em 1897 por dissidentes do então chamado Paysandu Cricket Club que resolveram "recriar" o clube com o nome original, agora em Niterói.

## No críquete
Desde que os dois se constituem enquanto sociedades esportivas distintas, começam a disputar partidas de críquete anuais válidas pelo título de campeão "Rio-Nictheroy" de críquete (a primeira disputada em 2 de Junho de 1898), se alimentando também da rivalidade entre as vizinhas cidades. O intercâmbio esportivo entre os dois clubes fundados para a prática do críquete se estendeu também no tênis, bowls e futebol. Os registros dos jogos de críquete entre os dois clubes, por enquanto, são desconhecidos.

## No futebol
Quando do início do futebol no Brasil, Paissandu e Rio Cricket foram uns dos primeiros clubes a adotarem o esporte. Os clubes disputaram o Campeonato Carioca de Futebol desde o seu início (com algumas ausências periódicas de um ou outro) até meados da década de 1910. Apenas o Paissandu conquistou um título, o da Liga Metropolitana de Sports Athleticos em 1912.
Os dois primeiros jogos entre os clubes foram realizados no mesmo dia, 1 de Agosto de 1901, na sede do Rio Cricket, com uma vitória para cada lado (a primeira vencida pelo clube de Niterói).
O último jogo, disputado amistosamente em 2006 (comemoração dos 105 anos da primeira partida de futebol do Rio de Janeiro) foi disputado também na sede do Rio Cricket e vencido pelo Paissandu. Este jogo foi o primeiro de futebol registrado entre os clubes em 92 anos (é incerto se nesse período houve algum amistoso de futebol entre os clubes), pois após 1914 o Paissandu abandonou quase que totalmente o futebol (enquanto o Rio Cricket manteve um departamento desse esporte).
A ausência de um departamento de futebol no Paissandu, inclusive, tornou necessária o "empréstimo" de jogadores de outro clube para a realização da partida comemorativa de 2006: o Tombense Futebol Clube de Minas Gerais, do empresário Eduardo Uram, que cedeu o seu time profissional para representar o Paissandu. Os jogos conhecidos entre os clubes:

### Confrontos
| 1 de agosto de 1901 | Rio Cricket               | 2 - 0 | Paissandu | Campo da Rua da Constituição, Niterói |
|                     | Gol marcado · Gol marcado |       |           |                                       |

| 1 de agosto de 1901 | Rio Cricket | 1–3 | Paissandu                               | Campo da Rua da Constituição, Niterói |
|                     | Gol marcado |     | Gol marcado · Gol marcado · Gol marcado |                                       |

| 17 de junho | Rio Cricket | WO–0 | Paissandu | Campo da Rua da Constituição, Niterói |
|             |             |      |           |                                       |

- Paissandu não compareceu

| 2 de setembro de 1906 | Paissandu | 0–2 | Rio Cricket                  | Campo da Rua Guanabara, Rio de Janeiro |
|                       |           |     | Mutzenbecher · Stanischowsky |                                        |

| 21 de julho de 1908 | Rio Cricket                     | 5–1 | Paissandu | Campo da Rua da Constituição, Niterói |
|                     | Mongey · Hawkey · Monk · Waymar |     | Erick     |                                       |

| 23 de agosto de 1908 | Paissandu | 0–8 | Rio Cricket                                             | Campo da Rua Guanabara, Rio de Janeiro |
|                      |           |     | McGregor · Monk · King · Mutzenbecher · Waymar · Hawkey |                                        |

| 23 de julho de 1911 | Rio Cricket    | 4–1 | Paissandu | Campo da Rua da Constituição, Niterói |
|                     | Cassan · Raven |     | Gillan    |                                       |

| 22 de outubro de 1911 | Paissandu     | 2–1 | Rio Cricket | Campo da Rua Guanabara, Rio de Janeiro |
|                       | Gepp · Pullen |     | Cassan      |                                        |

| 2 de junho de 1912 | Paissandu                      | 2–1 | Rio Cricket | Campo da Rua Guanabara, Rio de Janeiro |
|                    | G.K. Raven · Harry A. Robinson |     | Brewerton   |                                        |

| 18 de agosto de 1912 | Rio Cricket | 1–1 | Paissandu   | Campo da Rua da Constituição, Niterói |
|                      | Raven       |     | Eric Pullen |                                       |

| 11 de maio de 1913 | Rio Cricket | 1–2 | Paissandu     | Campo da Rua da Constituição, Niterói |
|                    | Lewerett    |     | Sidney Pullen |                                       |

| 5 de outubro de 1913 | Paissandu | 3–1 | Rio Cricket | Campo da Rua Guanabara, Rio de Janeiro |
|                      | Tulk      |     | Foy         |                                        |

| 7 de junho de 1914 | Rio Cricket                            | 5–1 | Paissandu     | Campo da Rua da Constituição, Niterói |
|                    | Brewerton · Wilson · T. Reid · Carrick |     | Leslie Pullen |                                       |

| 30 de agosto de 1914 | Paissandu                      | 4–5 | Rio Cricket                          | Campo da Rua Guanabara, Rio de Janeiro |
|                      | Leslie Pullen · Cândido Vianna |     | Carrick · Wilson · W. Reid · T. Reid |                                        |

| 22 de setembro de 2006 | Rio Cricket | 1–2 | Paissandu                 | Campo da Rua da Consolação, Niterói |
|                        | Gol marcado |     | Gol marcado · Gol marcado |                                     |

### Estatísticas
| Jogos | Vitórias do Rio Cricket | Vitórias do Paissandu | Empates | Gols do Rio Cricket | Gols do Paissandu |
| ----- | ----------------------- | --------------------- | ------- | ------------------- | ----------------- |
| 15    | 8                       | 6                     | 1       | 39                  | 22                |